# Markaz Abū Ḩummuş
Markaz Abū Ḩummuş (arabiska: مركز أبو حمص) är en region i Egypten.   Den ligger i guvernementet Beheira, i den norra delen av landet, 150 km nordväst om huvudstaden Kairo.